# Chinacridon-Pigmente

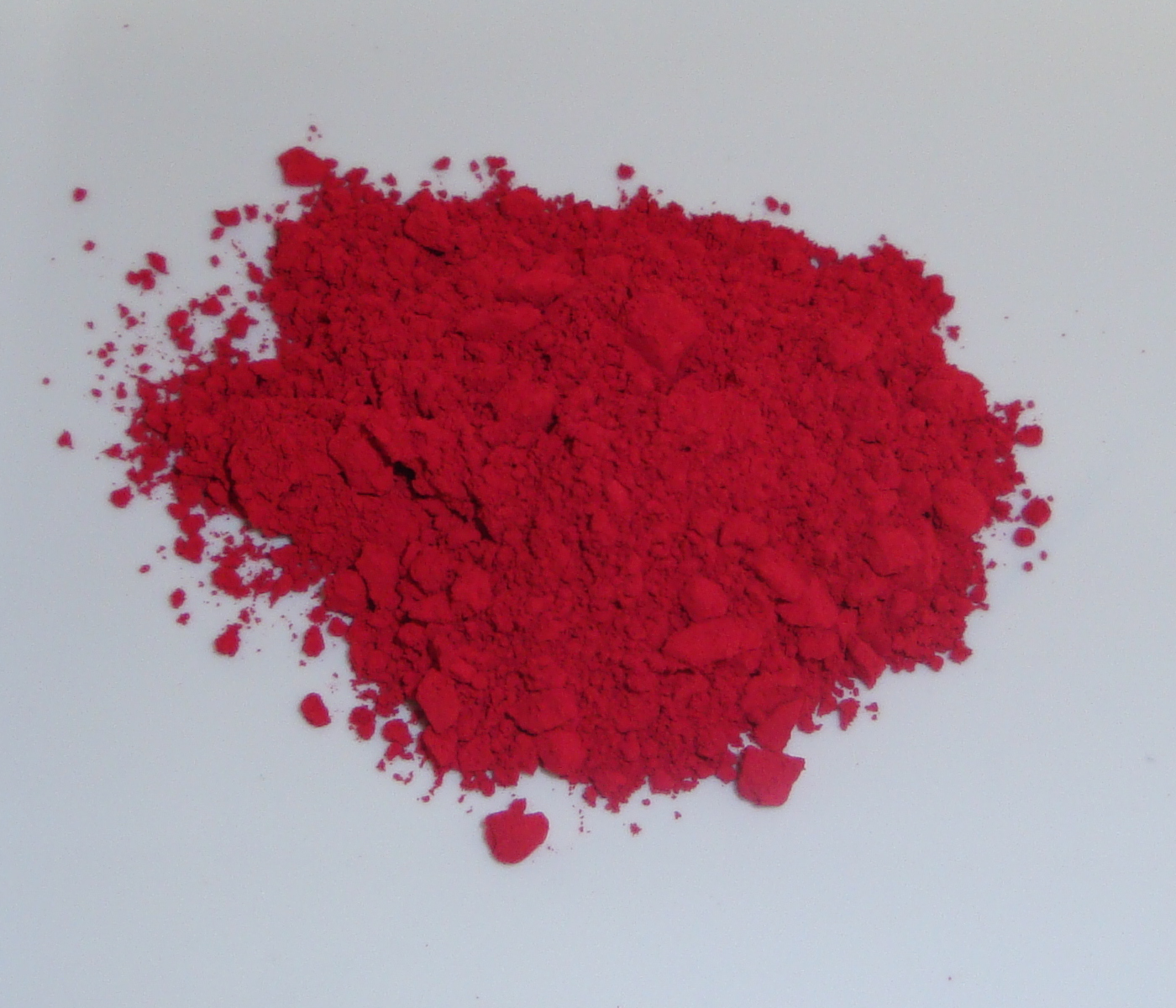
C.I. Pigment Violet 19, γ-Modifikation

Chinacridon-Pigmente (QACs) sind eine Gruppe organischer Pigmente, die sich von der Grundstruktur des Chinacridons ableiten. Die ersten Vertreter der Pigmentklasse wurden im Jahr 1935 hergestellt, blieben jedoch zunächst ohne kommerzielle Bedeutung. Obwohl es über hundert Vertreter der Pigmentklasse gibt, davon viele mit mehreren Modifikationen, haben nur wenige eine Bedeutung auf dem Pigmentmarkt erlangt. Ebenfalls zur Gruppe der Chinacridonpigmente werden die Chinacridonchinon-Pigmente gezählt.

## Aufbau

Grundstruktur der Chinacridonpigmente

Chinacridonchinon

| C.I. Name         | C.I. Constitution Number | Farbe                          | Anzahl Modifikationen | Vollständiger Name                                        | Bild |
| ----------------- | ------------------------ | ------------------------------ | --------------------- | --------------------------------------------------------- | ---- |
| Pigment Violet 19 | 73900                    | bläuliches rot bis rotviolett  | 4                     | Chinacridon, β-Modifikation                               |      |
| Pigment Violet 19 | 73900                    | bläuliches rot bis rotviolett  | 4                     | Chinacridon, γ-Modifikation                               |      |
| Pigment Red 122   | 73915                    | bläuliches rot (magenta, pink) | 3                     | 2,9-Dimethylchinacridon                                   |      |
| Pigment Red 202   | 73907                    | bläuliches rot bis violett     | 3                     | 2,9-Dichlorchinacridon                                    |      |
| Pigment Red 207   | 73900 + 73920            | gelbliches rot                 | 1                     | Mischkristall aus Chinacridon und 4,11-Dichlorchinacridon |      |
| Pigment Red 209   | 73905                    | rot                            | 1                     | 3,10-Dichlorchinacridon                                   |      |

## Eigenschaften
Das unsubstituierte Chinacridon (C.I. Pigment Violet 19) zeigt eine rote (γ-Modifikation) bis rotviolette (β-Modifikation) Farbe. Substituierte Chinacridone weisen Farben von hochrot (C.I. Pigment Red 209), korallrot (C.I. Pigment Red 207) bis magenta und rosa (C.I. Pigment Red 122, C.I. Pigment Red 202) auf. Chinacridonchinonpigmente weisen meist Farben im Orangebereich auf, die im Vergleich zu Chinacridonen relativ trüb sind. Der abgedeckte Bereich umfasst goldgelb (C.I. Pigment Orange 49), rotorange (C.I. Pigment Orange 48) bis Maronibraun (C.I. Pigment Red 206).
Chinacridonpigmente verfügen über eine sehr gute Wetterechtheit, eine hohe Farbstärke und erzeugen sehr reine Farben. Die chemische Beständigkeit sowie die Temperaturstabilität der meisten Vertreter ist ebenfalls herausragend. Typisch für Chinacridonpigmente ist das mäßige Deckvermögen (und somit eine hohe Transparenz) und die oft schlechte Dispergierbarkeit. Chinacridonchinonpigmente weisen demgegenüber eine leicht schlechtere Wetterechtheit auf.

## Verwendung

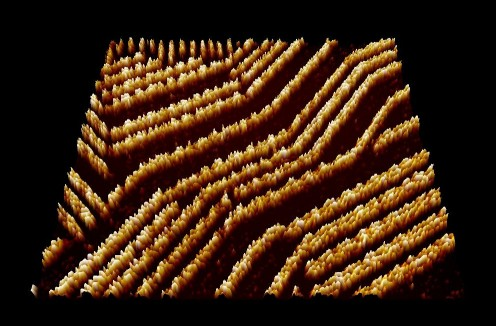
STM-Aufnahme von selbstassemblierten Chinacridon-Molekülketten

### Pigment
Chinacridone werden aufgrund ihrer Eigenschaften, insbesondere der guten Wetterechtheit zur Einfärbung von Lacken (etwa Industrie- und Autolacke), Druckfarben, Künstlerfarben, witterungsbeständiger Dispersionsanstrichfarben, Kunststoffeinfärbungen u. v. m. verwendet. Die kommerziell bedeutendsten Vertreter sind die β- und γ-Modifikationen des unsubstituierten Chinacridons (C.I. Pigment Violet 19), sowie 2,9-Dimethylchinacridon (C.I. Pigment Red 122). Chinacridonchinonpigmente sind Spezialitäten für goldfarbene Metalliclacke und werden hauptsächlich in den USA verwendet.

### Organischer Halbleiter
Chinacridone sind Organische Halbleiter (p-Typ) aus der Klasse der konjugierten Moleküle. Aufgrund der photoelektrischen Eigenschaften und der hohen Beständigkeit lassen sich Chinacridonpigmente zur Herstellung relativ langlebiger organischer Solarzellen verwenden. Als Adsorbat eignen sich Chinacridonpigmente z. B. dazu, Titandioxid-Photokatalysatoren für den Spektralbereich des sichtbaren Lichtes zu sensibilisieren. Chinacridonpigmente werden auch bei der Entwicklung hocheffizienter organischer Leuchtdioden (OLED) als Dotiersubstanz in der organischen Emitterschicht (z. B.) eingesetzt, um die Elektrolumineszenz-Quantenausbeute zu steigern.

### Fluorophor
Chinacridonderivate (v. a. alkylierte Chinacridonpigmente) eignen sich als Fluoreszenzsonde in der Molekularbiologie und lassen sich als Fluoreszenzsensor zum Nachweis von Metallionen verwenden.